# Rhantus peruvianus
Rhantus peruvianus är en skalbaggsart som beskrevs av Guignot 1955. Rhantus peruvianus ingår i släktet Rhantus och familjen dykare. Inga underarter finns listade i Catalogue of Life.